# Cadeira dos Leões

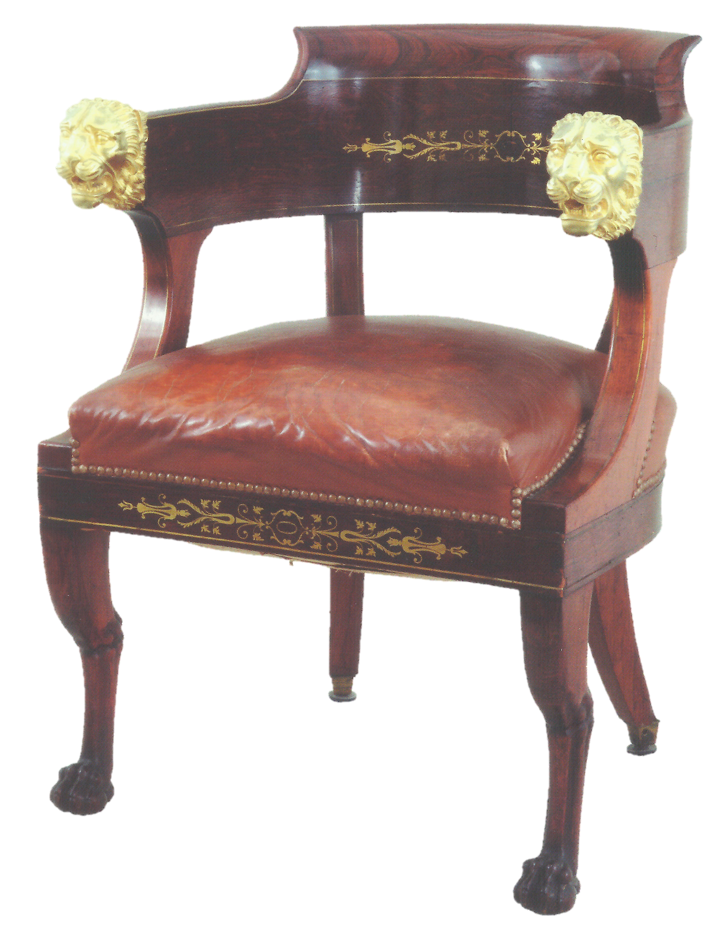
A Cadeira dos Leões

A Cadeira dos Leões é a cadeira de secretária utilizada pelo Presidente da República Portuguesa no seu gabinete de trabalho no Palácio de Belém. Trata-se de um fauteuil em madeira de mogno com embutidos em latão, terminando os braços em duas cabeças de leão de metal dourado e cinzelado.
A cadeira terá sido manufacturada por Pierre Bartholomé Dejante, notável artista do mobiliário parisiense estabelecido em Lisboa desde os anos 20 do século XIX, para a secretária do rei D. Pedro V, em Maio de 1858. Custou, à altura, uma quantia de 72 mil réis. A cadeira foi trazida para o Palácio de Belém quando o Presidente Manuel de Arriaga aí se estabeleceu em 1912, tendo antes pertencido à Antiga Sala do Conselho de Estado, no Ministério do Interior.
A sua beleza, função e a simbologia de poder associada ao leão determinaram que figurasse em alguns dos quadros da Galeria de Retratos Oficiais dos Presidentes da República Portuguesa, nomeadamente nos retratos de Manuel de Arriaga, Bernardino Machado, Manuel Teixeira Gomes, e de Mário Soares.